# Mammillaria petterssonii
Mammillaria petterssonii är en kaktusväxtart som beskrevs av Hildm. Mammillaria petterssonii ingår i släktet Mammillaria och familjen kaktusväxter. Inga underarter finns listade i Catalogue of Life.

## Bildgalleri

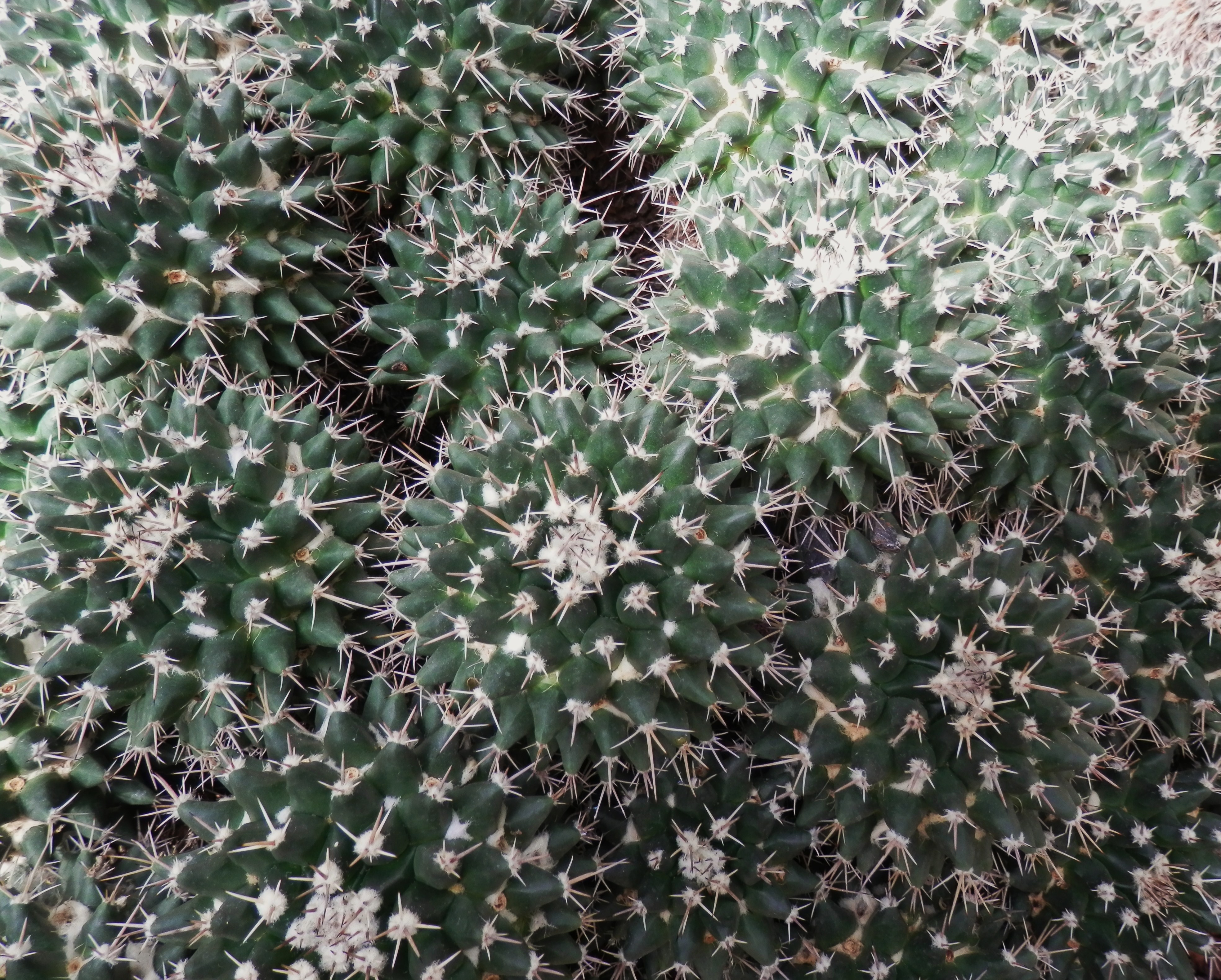